# Ctenocompa holoscia
Ctenocompa holoscia är en fjärilsart som beskrevs av Edward Meyrick 1905. Ctenocompa holoscia ingår i släktet Ctenocompa och familjen säckspinnare. Inga underarter finns listade i Catalogue of Life.